# Tadeusz Leon Morawski
Tadeusz Leon Dzierżykraj-Morawski herbu własnego (ur. 23 czerwca 1893 w Jurkowie, zm. 25 listopada 1974 w Warszawie) – polski polityk, poseł na Sejm w II RP, działacz społeczny, propagator spółdzielczości i sadownictwa.

## Młodość
Był synem Stanisława Stefana Morawskiego-Dzierżykraj h. własnego (1850–1908) i Teresy Anieli z Morawskich h. Drogosław (Nałęcz) (1870–1933), młodszym bratem dyplomaty i polityka Kajetana Morawskiego (1892–1973). Ukończył gimnazjum, a następnie studia uniwersyteckie.

## Działalność
Uczestniczył w powstaniu wielkopolskim. W 1920 po odbyciu przeszkolenia, został skierowany przez MSZ na Warmię jako zastępca delegata rządu do spraw plebiscytowych w Kwidzynie i członek Warmińskiego Komitetu Plebiscytowego. Później pracował w Generalnym Komisariacie RP w Wolnym Mieście Gdańsk.
Od połowy lat 20. prowadził własny majątek Mała Wieś k. Grójca. Był propagatorem spółdzielczości i sadownictwa w powiecie grójeckim, który z czasem stał się znaczącym ośrodkiem sadowniczym w kraju.
Politycznie był związany ze Związkiem Pracy Mocarstwowej i Bezpartyjnym Blokiem Współpracy z Rządem. W 1928 został wybrany w okręgu nr 12 (Grodzisk Mazowiecki-Błonie) do Sejmu II kadencji. W Sejmie pracował w komisji ochrony środowiska. W 1930 ponownie otrzymał mandat z listy państwowej nr 1 (BBWR). W Sejmie III kadencji był członkiem klubu BBWR. W 1931 – na znak protestu przeciwko tzw. sprawie brzeskiej – zrezygnował z mandatu poselskiego (wygasł 4 sierpnia 1931) i wycofał się z działalności politycznej.
Podczas II wojny światowej był żołnierzem ZWZ, a następnie AK i ze względu na swoją działalność został aresztowany przez Niemców. Po wojnie pracował w różnych instytucjach, był m.in. wicedyrektorem Centrali Handlu Materiałami Budowlanymi.

## Życie prywatne
31 października 1922 poślubił w Małej Wsi Julię Marię Annę ks. Lubomirską h. Drużyna (1894–1982) – córkę Marii i Zdzisława. Morawscy mieli pięcioro dzieci:
- Klementynę (ur. 1923),
- Stanisława (1925–1971),
- Zdzisława (1927–2005),
- Kazimierza (1929–2012),
- Marię (ur. 1933)[3].

W ostatnich latach poważnie chorował i przebywał w domu pod opieką żony.

## Ordery i odznaczenia
- Krzyż Walecznych[5]
- Złoty Krzyż Zasługi (11 listopada 1936)[7]